# Rolls-Royce Trent 500
Rolls-Royce Trent 500 je dvouproudový motor s vysokým obtokovým poměrem vyvinutý z modelu RB211 a spadající do řady Trent.

## Vývoj
V roce 1995 začal Airbus uvažovat o motoru pro dvě nové dálkové varianty čtyřmotorového letounu A340, označené A340-500/-600. Stávající modely -200 a -300 byly poháněné motory CFM International CFM56. Nicméně tyto motory byly na limitu vývoje a nový A340-500/-600 by nebyly schopné pohánět. V dubnu 1996 podepsal Airbus dohodu s firmou General Electric o vývoji vhodného motoru, ale poté co General Electric požadovala dohodu exkluzivity na model A340, spolupráce byla ukončena. Po soutěži se společností Pratt & Whitney oznámil Airbus 15. června 1997 na Pařížském aerosalon, že si k pohonu letounů A340-500 a -600 vybral motor Trent 500.
K prvnímu rozběhu došlo v květnu 1999 a certifikaci získal v prosinci 2000. Do služby vstouil  na letounu A340-600 společnosti Virgin Atlantic v červenci 2002 a na dálkovém A340-500 v prosinci 2003 u Emirates. Po ukončení výroby Airbusu A340 v roce 2011 bylo dodáno celkem 131 letounů A340-500/-600 s celkem 524 motory Trent 500; Lufthansa je největším provozovatelem – bylo dodáno 24 strojů A340-600.

## Specifikace

### Technické údaje
- Typ: tříhřídelový dvouproudový motor s vysokým obtokovým poměrem
- Délka: 3,9 m
- Průměr: 2,47 m
- Suchá hmotnost: 4 840 kg

### Součásti motoru
- Kompresor: jeden stupeň dmychadla, osmistupňový středotlaký kompresor a šestistupňový vysokotlaký kompresor
- Spalovací komora: prstencová
- Turbína: jednostupňová vysokotlaká turbína, jednostupňová středotlaká turbína, pětistupňová nízkotlaká turbína

### Výkony
- Maximální tah: 249 kN
- Celkový kompresní poměr: 36,3:1
- Obtokový poměr: 7,6:1
- Průtok/hltnost vzduchu: 879 kg/s
- Měrná spotřeba paliva: 0,54 lb/(lbf hr) (cestovní rychlost)
- Poměr tah/hmotnost: 5,25:1

### Podobné motory
- General Electric CF6
- Pratt & Whitney PW4000